# Wahlen zur South West African Legislative Assembly 1940
- UNSWP: 10
- NPSWA: 2

Die Wahlen zur South West African Legislative Assembly im Jahr 1940 waren die vierten (von neun) Wahlen im Mandatsgebiet Südwestafrika. Sie fanden am 21. Februar 1940 statt.
Gewählt wurde in zwölf Ein-Personen-Wahlkreisen. Wahlberechtigt waren ausschließlich die weißen Einwohner, nicht die schwarze Bevölkerungsmehrheit. Daneben ernannte der südafrikanische Administrator des Mandatsgebietes sechs weitere Abgeordnete.
Erstmals erhielten weiße Wählerinnen das Wahlrecht.
Der Deutsche Bund für Südwestafrika (DB) war 1937 verboten worden. Eine Partei der Deutschnamibier trat daher nicht zu Wahl an. Neben der United National South West Party (UNSWP) (afrikaans Verenigde Nasionale Suidwes-Party, VNSWP), die die letzten Wahlen, die Wahlen zur South West African Legislative Assembly 1929, gewonnen hatte und überwiegend aus afrikaanssprachigen Mitglieder bestand, trat die neu gebildete National Party of South West Africa (NPSWA) an.

## Wahlergebnisse nach Wahlkreisen
| Nr.    | Wahlkreis        | UNSWP             | NPSWA | Unabhängige | Stimmen | Wahlkreissieger |
| ------ | ---------------- | ----------------- | ----- | ----------- | ------- | --------------- |
| 1      | Gibeon           | Einziger Kandidat | ./.   | ./.         | ./.     | UNSWP           |
| 2      | Gobabis          | 544               | 370   | ./.         | 914     | UNSWP           |
| 3      | Grootfontein     | 291               | 304   | ./.         | 595     | NPSWA           |
| 4      | Keetmanshoop     | 402               | 216   | ./.         | 618     | UNSWP           |
| 5      | Lüderitzbucht    | 267               | ./.   | 200         | 467     | UNSWP           |
| 6      | Okahandja        | 475               | 423   | ./.         | 898     | UNSWP           |
| 7      | Otjiwarongo      | 434               | 330   | 251         | 1015    | UNSWP           |
| 8      | Stampriet        | 685               | 216   | ./.         | 901     | UNSWP           |
| 9      | Swakopmund       | 429               | 448   | ./.         | 877     | NPSWA           |
| 10     | Warmbad          | 568               | 386   | ./.         | 954     | UNSWP           |
| 11     | Windhuk-Zentral  | 536               | 353   | ./.         | 889     | UNSWP           |
| 12     | Windhuk-Distrikt | Einziger Kandidat | ./.   | ./.         | ./.     | UNSWP           |
| Gesamt | Gesamt           | 4631              | 3046  | 451         | 8138    |                 |